# Dasyhelea minutissima
Dasyhelea minutissima är en tvåvingeart som beskrevs av Maurice Emile Marie Goetghebuer 1933. Dasyhelea minutissima ingår i släktet Dasyhelea och familjen svidknott.
Artens utbredningsområde är Kongo. Inga underarter finns listade i Catalogue of Life.